# (2668) Tataria
(2668) Tataria (1976 QV) – planetoida z pasa głównego asteroid okrążająca Słońce w ciągu 3,53 lat w średniej odległości 2,32 j.a. Odkryta 26 sierpnia 1976 roku.